# Alfonso und Estrella
Pour les articles homonymes, voir Alfonso et Estrella.
Versions successives
- 1881 : Version de Johann Nepomuk Fuchs.
- Version de Kurt Honolka (de)

Représentations notables
- 1978 : Direction par Otmar Suitner.

Personnages
- Estrella (soprano)
- Alfonso (ténor)
- Froila (baryton)
- Mauregato (baryton)
- Adolfo (basse)

Alfonso und Estrella (en français Alfonso et Estrella) est un opéra en trois actes de Franz Schubert (D. 732, 1821-1822), d'après un livret de Franz von Schober.

## Synopsis
Le vieux roi Froila (baryton) est contraint à l'exil, après avoir été chassé par Mauregato (baryton) et son ancien bras droit Adolfo (basse). On a promis à ce dernier d'épouser la fille du nouveau souverain, Estrella (soprano). Au cours d'une chasse dans les rochers et les forêts, elle rencontre Alfonso (ténor), le fils de Froila, dont elle tombe amoureuse. Par quelques détours, on en vient à la réconciliation entre les rois et à l'accession au trône d'Alfonso.

## Histoire
Bien qu'il ait été prévu de donner des premières du vivant de Schubert à Vienne, Dresde, Berlin et Graz, il faut attendre 1854 pour avoir une représentation au Théâtre national allemand à Weimar sous la direction de Franz Liszt.
Une version fortement modifiée de Johann Nepomuk Fuchs (livret de 1881) a un succès éphémère, mais déforme l'originale, autant que la version bien plus tardive de Kurt Honolka (de).
En 1977, une première est donnée à l'université de Reading. L'année suivante, Otmar Suitner donne une représentation complète avec comme interprètes Edith Mathis, Peter Schreier, Dietrich Fischer-Dieskau, Hermann Prey et Theo Adam. Les mises en scène de Mario Venzago à l'Opéra de Graz en 1991 et de Nikolaus Harnoncourt au Theater an der Wien en 1997 connaissent un succès public en procédant à des réductions.

## Éditions
- Franz Liszt, Schuberts Alfons und Estrella, in: FL. Sämtliche Schriften Bd. 5. Dramaturgische Blätter (Hrsg.: D. Altenburg/D. Redepenning/B. Schilling), Wiesbaden 1989
- T. G. Waidelich, Franz Schubert Alfonso und Estrella. Eine frühe durchkomponierte deutsche Oper. Geschichte und Analyse. Tutzing 1991
- B. Krispin, Franz Schuberts Alfonso und Estrella. Ein Beitrag zu seiner Rezeptionsgeschichte, Graz 1994
- H. Lühning, Schubert als Dramatiker: Alfonso und Estrella. Vorurteile, Mißverständnisse und einige Anregungen zu einer Neuorientierung. In: Schubert und das Biedermeier, Festschrift zum 70. Geburtstag von Walther Dürr (de), Cassel 2002, S. 25-43.